# غاستون بوينو
غاستون بوينو (بالإسبانية: Gastón Bueno)‏ هو لاعب كرة قدم أوروغواياني، ولد في 2 فبراير 1985 في مونتفيدو في الأوروغواي. لعب مع ديفينسور سبورتينغ ومونتيفيديو واندررز.

## وصلات خارجية
- غاستون بوينو على موقع قاعدة بيانات كرة القدم.إي يو (الإنجليزية)
- غاستون بوينو على موقع Soccerway.com (الإنجليزية)
- غاستون بوينو على موقع AS.com (الإسبانية)